# شبكرمة سولاوسية
شبكرمة سولاوسية (الاسم العلمي:Ampelopsis celebica) هي نوع من النباتات يتبع جنس الشبكرمة من فصيلة الكرمية.